# Futalognkosaure
El futalognkosaure (Futalognkosaurus, arn "cap gegant"+ gr. "llangardaix") és un gènere representat per una única espècie de dinosaure sauròpode titanosauroïdeu que va viure a la fi del període Cretaci, fa aproximadament fa 87 milions, en el Coniaciano, en allò que avui en dia és Sud-amèrica. Els futalognkosaure va aconseguir una longitud de 32 a 35 metres de llarg i uns 15 d'alt, arribant a pesar més de 80 tones. Probablement, com tots els sauròpodes, tenia algun comportament del tipus gregario que els permetia tenir una major seguretat davant els depredadors del seu ecosistema, com el Megaraptor. Es creu que aquests titanosàurids visqueren fa uns 87 milions d'anys en un ambient humit en el qual abundaven llacs i llacunes amb una gran varietat biològica.
Les seves restes fòssils es van trobar en el Centre Paleontológico els Barreales a la província del Neuquén, a l'Argentina. Es van rescatar tres exemplars molt complets (un adult i dos joves). El nom del gènere prové de la llengua dels mapuches, ètnia que habita la zona, Mapudungun "futa" que significa "geganta" i "lognko" "cap". L'espècie tipus Futalognkosaurus dukei, s'estima amb un llarg d'entre 32 a 34 metres. Aquesta basat en rstos fosiles de tres espècimens, que junts brinden el 70% de l'esquelet. L'equip descrigué la troballa fòssil com "el dinosaure gegant més complet conegut fins ara".